# Lampaggio
Lampaggio è una frazione del comune di Lamporecchio in provincia di Pistoia.

## Geografia fisica
Il borgo, di origini medioevali, si trova sulle pendici occidentali del Montalbano a circa 300 m slm, affacciato sulla Valdinievole. Assieme a San Baronto, Porciano, Orbignano e Papiano, Lampaggio circonda dall'alto Lamporecchio.

## Storia
Il nome del borgo potrebbe derivare da lampone. Lampaggio fu un possedimento dell'Ordine di Santo Stefano papa e martire.
Vi nacque Falcone o Falco da Lampaggio, un maestro coniatore  che lavorò per la zecca di Pistoia e, nel 1338, per il Conte delle Fiandre.